# Sielpia Mała
Sielpia Mała – wieś w Polsce położona w województwie świętokrzyskim, w powiecie koneckim, w gminie Końskie.
Wierni kościoła rzymskokatolickiego należą do parafii św. Mikołaja w Końskich.